# Por cualquier puerta del sol
Por cualquier puerta del sol es una obra de teatro escrita por el dramaturgo español Carlos Llopis y estrenada en 1956. Ha sido considerada una muestra de teatro del absurdo en España.

## Premisa
Divida en varios cuadros, enlaza cinco historias distintas en un tono cómico, con el hilo argumental en común de las dificultades y desdichas en las relaciones amorosas. El actor Ismael Merlo interpretó cinco personajes en la obra, el principal en cada una de las piezas que la componen.

## Representaciones destacadas
- Teatro de la Comedia, Madrid. Estreno 6 de abril de 1956.[4]
  - Intérpretes: Ismael Merlo, Mari Carmen Díaz de Mendoza, Encarna Paso, José Orjas, Mercedes Muñoz Sampedro.

- Teatro Barcelona, 8 de mayo de 1957. Estreno en Barcelona.
  - Intérpretes: Ismael Merlo, Olga Peiró, Mari Carmen Prendes, María Basso, José García Noval, Alberto Solá, Carmina Merlo, Josefina Ragel.